# Liste der Gedenktafeln in Berlin-Oberschöneweide
Die Liste der Gedenktafeln in Berlin–Oberschöneweide enthält die Namen, Standorte und, soweit bekannt, das Datum der Enthüllung von Gedenktafeln.
Die Liste ist nicht vollständig.

## Oberschöneweide
| Bild | Name                                                            | Standort                 | Datum der Enthüllung |
| ---- | --------------------------------------------------------------- | ------------------------ | -------------------- |
|      | Autos und Röhren                                                | Ostendstraße 1           |                      |
|      | Peter Behrens                                                   | Ostendstraße 1           |                      |
|      | Fußballroute Berlin, 1. FC Union Berlin-Gründungsort            | Plönzeile 41             |                      |
|      | Fußballroute Berlin, 1. FC Union Berlin-Gründungsort            | Plönzeile 41             |                      |
|      | Innovation aus Tradition                                        | Ostendstraße 1           |                      |
|      | Vom Kabelwerk zur Denkfabrik                                    | Wilhelminenhofstraße 75a |                      |
|      | Mahnmal gegen Kindesmissbrauch                                  | Straße zum FEZ 2         |                      |
|      | NS-Opfer                                                        | An der Wuhlheide 131a    |                      |
|      | Opfer des 1. Weltkrieges                                        | An der Wuhlheide 131a    |                      |
|      | Pioniere für die Industrialisierung Berlins und Oberschöneweide | Wilhelminenhofstraße 87  |                      |
|      | Josef Rennoch                                                   | Antoniuskirchstraße 3    |                      |
|      | Schuler Presse                                                  | Wilhelminenhofstraße 76  |                      |
|      | Schöneweide im Netz                                             | Wilhelminenhofstraße 78  |                      |
|      | Wilhelm Spindler                                                | Wilhelm-Spindler-Brücke  |                      |
|      | St. Antonius von Padua                                          | Antoniuskirchstraße 3    |                      |
|      | Wilhelm Sült                                                    | Rummelsburger Landstr 2  |                      |
|      | Von Edison und Rathenau zur Leuchtenfabrik                      | Wilhelminenhofstraße 87  |                      |
|      | Widerstandskämpfer                                              | Griechische Allee 42     |                      |
|      | Widerstandskämpfer                                              | Griechische Allee 42     |                      |